# San Pedro del Pinatar
San Pedro del Pinatar is een gemeente in de Spaanse provincie en regio Murcia met een oppervlakte van 22 km². Ten noorden van de gemeente liggen de steden Elche (67 kilometer) en Alicante (78 kilometer), ten zuiden de stad Cartagena (38 kilometer) en ten westen de stad Murcia (50 kilometer). San Pedro del Pinatar telt 24.660 inwoners (1 januari 2016).

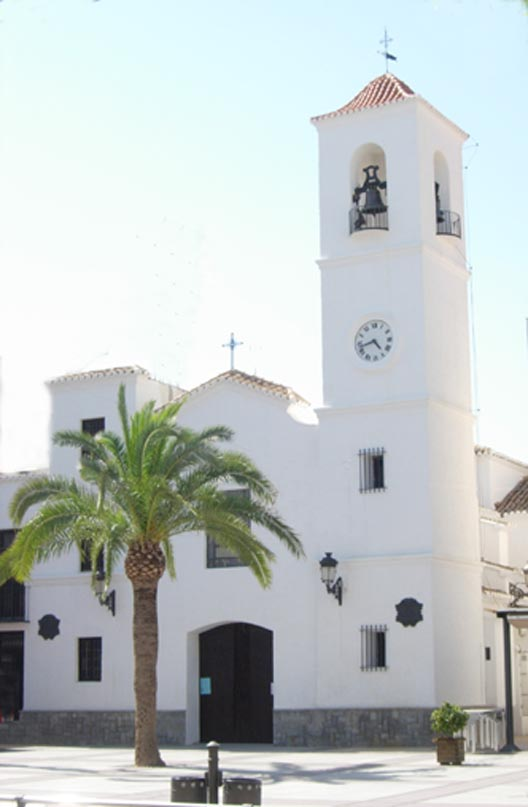
Kapel van Apostel Petrus

Deze stad kreeg haar naam in de zeventiende eeuw na de aanleg door de Franciscanen van een kapel, die gewijd is aan Apostel Petrus. Dit kwam doordat de meeste van de bewoners vissers waren. Voorheen was de gemeente bekend onder de naam Pinatar. Deze naam verkreeg het door het bestaan van uitgestrekte dennenbossen. In het boek "Libro de la Montería", dat handelt over het leven van Alfons XI van Castilië, wordt omschreven hoe jagers in het gebied tijdens de winterperiode op wilde zwijnen kwamen jagen. 

## Toerisme
De gemeente bevindt zich aan de noordkant van de Mar Menor en is gelegen aan de Middellandse Zee, gebied dat de Costa Cálida (spaans voor de warme kust) genoemd wordt. Daarenboven is er op haar grondgebied een natuurpark, dat Salinas y Arenales de San Pedro del Pinatar genoemd wordt. Het bestaat uit meren waar zout gewonnen wordt.

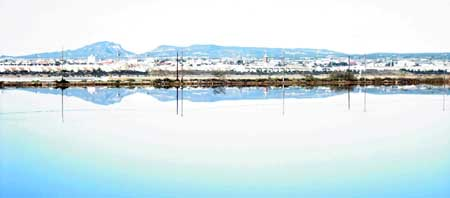
Gemeente gezien vanuit de zoutmeren

## Demografische ontwikkeling
Bron: INE; 1857-2011: volkstellingen
Abanilla · Abarán · Águilas · Albudeite · Alcantarilla · Aledo · Alguazas · Alhama de Murcia · Archena · Beniel · Blanca · Bullas · Calasparra · Campos del Río · Caravaca de la Cruz · Cartagena · Cehegín · Ceutí · Cieza · Fortuna · Fuente Álamo de Murcia · Jumilla · La Unión · Las Torres de Cotillas · Librilla · Lorca · Lorquí · Los Alcázares · Mazarrón · Molina de Segura · Moratalla · Mula · Murcia · Ojós · Pliego · Puerto Lumbreras · Ricote · San Javier · San Pedro del Pinatar · Santomera · Torre-Pacheco · Totana · Ulea · Villanueva del Río Segura · Yecla